# ذي امحنو (جيشان)

تعديل مصدري - تعديل

ذي امحنو هي إحدى قرى عزلة جيشان بمديرية جيشان التابعة لمحافظة أبين، بلغ تعداد سكانها 19 نسمة حسب تعداد اليمن لعام 2004.